# Campeonato Sudamericano de Voleibol Femenino Sub-20 de 2004
La XVII edición del Campeonato Sudamericano de Voleibol Femenino Sub-20 se llevó a cabo del 25 al 29 de octubre en el departamento de La Paz, Bolivia. Los equipos nacionales compitieron por un cupo para el Campeonato Mundial de Voleibol Femenino Sub-20 de 2005 a realizarse en Turquía. 

## Equipos participantes
- Argentina
- Brasil
- Bolivia
- Perú
- Venezuela

## Primera fase

### Grupo

#### Resultados
| Fecha    | Encuentro             | Resultado | Set   | Set   | Set   | Set   | Set | Puntuación total |
| Fecha    | Encuentro             | Resultado | 1     | 2     | 3     | 4     | 5   | Puntuación total |
| -------- | --------------------- | --------- | ----- | ----- | ----- | ----- | --- | ---------------- |
| 25-10-04 | Venezuela - Perú      | 3-0       | 25-16 | 25-16 | 25-12 |       |     | 75-44            |
| 25-10-04 | Brasil - Bolivia      | 3-0       | 25-13 | 25-13 | 25-07 |       |     | 75-33            |
| 26-10-04 | Argentina - Perú      | 3-1       |       |       |       |       |     |                  |
| 26-10-04 | Venezuela - Bolivia   | 3-0       |       |       |       |       |     |                  |
| 27-10-04 | Brasil - Perú         | 3-0       | 25-16 | 25-16 | 25-23 |       |     | 75-55            |
| 27-10-04 | Argentina - Venezuela | 3-1       | 25-21 | 16-25 | 25-14 | 25-16 |     | 89-76            |
| 28-10-04 | Brasil - Venezuela    | 3-0       |       |       |       |       |     |                  |
| 28-10-04 | Argentina - Bolivia   | 3-0       |       |       |       |       |     |                  |
| 29-10-04 | Bolivia - Perú        | 3-0       | 25-22 | 25-21 | 25-16 |       |     | 75-59            |
| 29-10-04 | Brasil - Argentina    | 3-0       | 25-18 | 25-17 | 25-18 |       |     | 75-53            |

#### Clasificación
| Pos | Equipo    | PJ | PG | PP | SF | SC | PTS |
| --- | --------- | -- | -- | -- | -- | -- | --- |
| 1   | Brasil    | 4  | 4  | 0  | 12 | 0  | 4   |
| 2   | Argentina | 4  | 3  | 1  | 9  | 5  | 3   |
| 3   | Venezuela | 4  | 2  | 2  | 7  | 6  | 2   |
| 4   | Bolivia   | 4  | 1  | 3  | 3  | 9  | 1   |
| 5   | Perú      | 4  | 0  | 4  | 1  | 12 | 0   |

## Distinciones individuales
| Distinción      | Nombre            | Equipo    |
| --------------- | ----------------- | --------- |
| MVP             | Regiane Bidias    | Brasil    |
| Mejor ataque    | Adenizia Silva    | Brasil    |
| Mejor bloqueo   | Iliana Leyendeker | Argentina |
| Mejor servicio  | Regiane Bidias    | Brasil    |
| Mejor armadora  | Soriano Pacheco   | Venezuela |
| Mejor recepción | Suelen Pinto      | Brasil    |
| Mejor defensa   | Tatiano Rizzo     | Argentina |
| Mejor líbero    | Tatiana Rizzo     | Argentina |

## Clasificación general
| Pos | Equipo    |
| --- | --------- |
| 1   | Brasil    |
| 2   | Argentina |
| 3   | Venezuela |
| 4   | Bolivia   |
| 5   | Perú      |

| Predecesor: Bolivia 2002 | Campeonato Sudamericano de Voleibol Femenino Sub-20 Bolivia 2004 | Sucesor: Venezuela 2006 |